# Colby Johannson
Colby Jay Johannson (* 25. August 1978 in Alberta) ist ein kanadischer ehemaliger Schauspieler, Drehbuchautor und Filmregisseur.

## Leben
Johannson wurde am 25. August 1978 in Alberta geboren. 2001 gab er sein Filmdebüt im Kurzfilm Psyche. Bereits im selben Jahr folgte sein Spielfilmdebüt in Prozac Nation – Mein Leben mit der Psychopille. 2003 spielte er in neun Episoden der Fernsehserie Peacemakers die Rolle des Chipper Dunn. In den nächsten Jahren erhielt er Rollenbesetzungen in verschiedenen Fernsehserien wie The Days, The Mountain, Smallville, Supernatural oder Stargate Atlantis. 2006 spielte er in drei Episoden der Fernsehserie Men in Trees die Rolle des Garys. 2008 hatte er Rollen in den Fernsehfilmen Monster Village – Das Dorf der Verfluchten und Der Todes-Twister inne. Von 2008 bis 2009 wirkte er in verschiedenen Tätigkeiten in der Serie For Your Security mit. 2011 war er eine der Hauptdarsteller in der Filmproduktion Space Transformers – Angriff aus dem All. Im selben Jahr wirkte er außerdem in einer Episode der Fernsehserie Fringe – Grenzfälle des FBI und im Film Kits mit und zog sich dann aus dem Filmschauspiel zurück.

## Filmografie (Auswahl)

### Schauspiel
- 2001: Psyche (Kurzfilm)
- 2001: Prozac Nation – Mein Leben mit der Psychopille (Prozac Nation)
- 2002: Stargate – Kommando SG-1 (Stargate SG-1, Fernsehserie, Episode 6x11)
- 2003: Freddy vs. Jason
- 2003: Peacemakers (Fernsehserie, 9 Episoden)
- 2004: The Days (Fernsehserie, Episode 1x03)
- 2004: The Mountain (Fernsehserie, Episode 1x02)
- 2004: Battlestar Galactica (Fernsehserie, 2 Episoden)
- 2005: The Colt – Entscheidung im Bürgerkrieg (The Colt, Fernsehfilm)
- 2005: Smallville (Fernsehserie, Episode 4x13)
- 2005: Romeo! (Fernsehserie, Episode 2x17)
- 2006: Final Destination 3
- 2006: Supernatural (Fernsehserie, Episode 1x17)
- 2006: Stargate Atlantis (Stargate: Atlantis, Fernsehserie, Episode 3x09)
- 2006: Men in Trees (Fernsehserie, 3 Episoden)
- 2007: Die Geheimnisse von Whistler (Fernsehserie, 2 Episoden)
- 2007–2008: Reaper – Ein teuflischer Job (Reaper, Fernsehserie, 4 Episoden)
- 2008: Monster Village – Das Dorf der Verfluchten (Ogre, Fernsehfilm)
- 2008: Every Second Counts (Fernsehfilm)
- 2008: Der Todes-Twister (NYC: Tornado Terror, Fernsehfilm)
- 2008–2009: For Your Security (Fernsehserie, 11 Episoden)
- 2009: Pulling (Fernsehfilm)
- 2011: Space Transformers – Angriff aus dem All (Iron Invader, Fernsehfilm)
- 2011: Fringe – Grenzfälle des FBI (Fringe, Fernsehserie, Episode 3x14)
- 2011: Kits (Fernsehfilm)

### Filmschaffender
- 2002: Long Shot (Drehbuch, Regie)
- 2007: The Light Within (Kurzfilm; Drehbuch)
- 2008–2009: For Your Security (Fernsehserie, 10 Episoden; Drehbuch, Regie)